# Uferzelle
Als Uferzelle bezeichnet man flache, endothelartige Makrophagen des retikulohistiozytären Systems, welche die Sinusoide der Leber (hier auch als Kupffer-Zelle bezeichnet), der roten Milzpulpa und des Knochenmarks sowie die Sinus der Lymphknoten auskleiden. Im Gegensatz zu „normalen“ Endothelzellen sind Uferzellen zur Phagocytose von Krankheitserregern und Fremdpartikeln befähigt. In den Darmlymphknoten nehmen sie auch die resorbierten Fette auf.